# Marchese di Queensberry

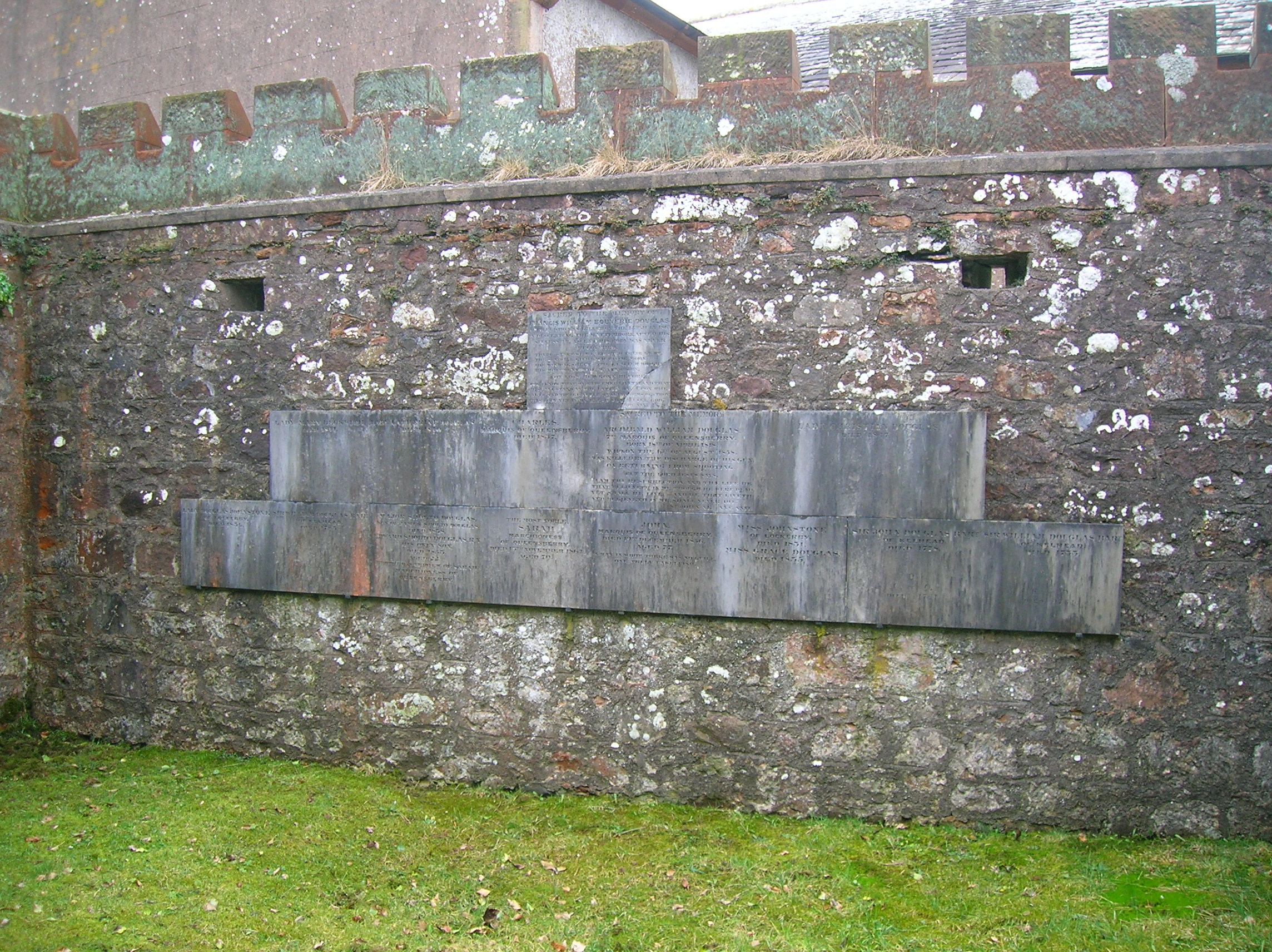
Memoriale della famiglia Douglas nella Parrocchia di Cummertrees

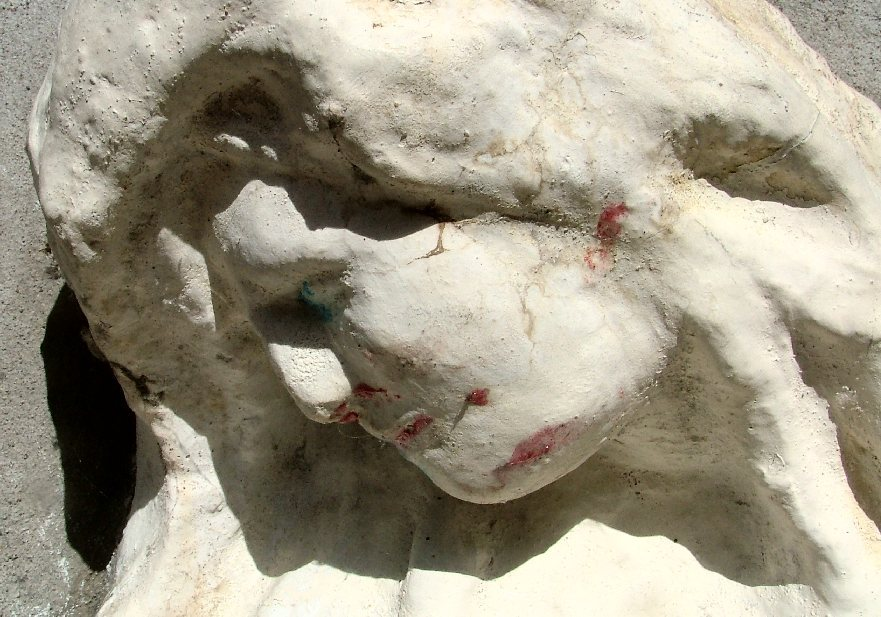
The Queensberry Monument a Dumfries

Il Marchese di Queensberry è un titolo fra i pari di Scozia. Il titolo è stato detenuto sin dalla sua creazione nel 1682 da un membro della famiglia Douglas. Il Marchesato ha detenuto anche il titolo di Duca di Queensberry dal 1684 al 1810, quando fu ereditato dal Duca di Buccleuch.
Il titolo feudale Barone Drumlanrig fu creato per William Douglas, figlio illegittimo di James Douglas, II conte di Douglas, qualche tempo prima del 1427, quando morì. Il suo discendente, il IX Barone Drumlanrig, fu creato I Conte di Queensberry nel 1633.
I titoli sussidiari di Lord Queensberry sono: Conte di Queensberry (creato nel 1633), Visconte Drumlanrig (1628) e Lord Douglas di Hawick e Tibbers (1628), tutti fra i pari di Scozia. È anche un Baronetto scozzese, denominato "di Kelhead", creato il 26 febbraio 1668, così il VI Marchese era anche il V Baronetto. Il titolo di cortesia utilizzato dal figlio maggiore ed erede di Lord Queensberry è Visconte Drumlanrig. Non esistono titoli di cortesia speciali per il figlio maggiore ed erede di Lord Drumlanrig.
Il IX Marchese è particolarmente ben noto per le regole del pugilato che furono chiamate in suo onore (le regole del Marchese di Queensberry), e per la sua interazione litigiosa con Oscar Wilde.
Il 22 giugno 1893, la Regina Vittoria elevò Francis Archibald Douglas, l'erede del IX Marchese, tra i Paria del Regno Unito come Barone Kelhead.  Francis Douglas morì senza discendenza l'anno successivo e il titolo di "Barone Kelhead" si estinse.

## Baroni Drumlanrig
- William Douglas, I barone Drumlanrig (m. 1427)
- William Douglas, II barone Drumlanrig (m. 1458)
- William Douglas, III barone Drumlanrig (m. 1464)
- William Douglas, IV barone Drumlanrig (m. 1484)
- James Douglas, V barone Drumlanrig (m. 1498)
- William Douglas, VI barone Drumlanrig (m. 1513)
- James Douglas, VII barone Drumlanrig (m. 1578)
- James Douglas, VIII barone Drumlanrig (m. 1615)
- William Douglas, XI barone Drumlanrig (m. 1640) (diventò conte di Queensberry nel 1633)

## Conti di Queensberry (1633)
- William Douglas, I conte di Queensberry (m. 1640)
- James Douglas, II conte di Queensberry (d. 1671)
- William Douglas, III conte di Queensberry (1637–1695) (diventò Marchese di Queensberry nel 1682, e Duca di Queensberry nel 1684)

## Marchesi (e Duchi) di Queensberry (1682 (1684))
- William Douglas, I duca di Queensberry (1637–1695)
- James Douglas, II duca di Queensberry (1672–1711) (diventò duca di Dover nel 1708)
- James Douglas, III marchese di Queensberry (1697–1714/5)
- Charles Douglas, III duca di Queensberry (1698–1778) (il Ducato di Dover si estinse nel 1778)
- William Douglas, IV duca di Queensberry (1725–1810)

## Marchesi di Queensberry dal 1810 (cont. 1682)
- Charles Douglas, VI marchese di Queensberry (1777–1837)
- John Douglas, VII marchese di Queensberry (1779–1856)
- Archibald William Douglas, VIII marchese di Queensberry (1818–1858)
- John Sholto Douglas, IX marchese di Queensberry (1844–1900)
- Percy Sholto Douglas, X marchese di Queensberry (1868–1920)
- Francis Archibald Kelhead Douglas, XI marchese di Queensberry (1896–1954)
- David Harrington Angus Douglas, XII marchese di Queensberry (nato il 19 dicembre 1929)

Il legittimo erede è il figlio dell'attuale detentore Sholto Francis Guy Douglas, visconte Drumlanrig (n. 1967).

L'erede presuntivo del legittimo erede è suo fratello Lord Torquil Oberon Tobias Douglas (n. 1978).

## Baronetti, di Kelhead (26 febbraio 1668)
Vedi Baronetti Douglas
- Sir James Douglas, 1st Baronet (1639–1708)
- Sir William Douglas, II baronetto (m. 1733)
- Sir John Douglas, III baronetto (m. 1778)
- Sir James Douglas, IV baronetto (m. 1783)
- Charles Douglas, VI marchese di Queensberry (1777–1837)

Vedi sopra per l'ulteriore successione